# Амфотерные оксиды
Амфотерные оксиды — солеобразующие оксиды, проявляющие в зависимости от условий либо осно́вные, либо кислотные свойства (проявляющие амфотерность). Образуются переходными металлами. Металлы в амфотерных оксидах обычно проявляют степень окисления +3 или +4.  В виде исключения может встречаться степень окисления +2 (ZnO, BeO, SnO, PbO) или +5 (V2O5).

## Химические свойства
- Не взаимодействуют с водой[1];
- Взаимодействуют с кислотами с образованием соли и воды (проявляют осно́вные свойства)[1]:

{\displaystyle {\mathsf {ZnO+H_{2}SO_{4}\rightarrow ZnSO_{4}+H_{2}O}}}
- Взаимодействуют со щелочами с образованием соли и воды (проявляют кислотные свойства)[1][2]:
  - При сплавлении образуется средняя соль: {\displaystyle {\mathsf {ZnO+2NaOH\rightarrow Na_{2}ZnO_{2}+H_{2}O}}}
  - При реакции в растворе образуется комплексная соль: {\displaystyle {\mathsf {ZnO+2NaOH+H_{2}O\rightarrow Na_{2}[Zn(OH)_{4}]}}}
- Взаимодействуют с основными оксидами[3]:

{\displaystyle {\mathsf {ZnO+CaO\rightarrow CaZnO_{2}}}}
- Взаимодействуют с кислотными оксидами[3][4]:
  - При реакции в расплаве образуется средняя соль: {\displaystyle {\mathsf {Al_{2}O_{3}+3SO_{3}\rightarrow Al_{2}(SO_{4})_{3}}}}
- Взаимодействуют друг с другом[3]:

{\displaystyle {\mathsf {ZnO+Al_{2}O_{3}\rightarrow Al_{2}ZnO_{4}}}}
- Некоторые при нагревании взаимодействуют с солями:

{\displaystyle {\mathsf {Al_{2}O_{3}+Na_{2}CO_{3}\rightarrow 2NaAlO_{2}+CO_{2}\uparrow }}}

## Получение
- Окисление кислородом металлов[5]:

{\displaystyle {\mathsf {4Al+3O_{2}\rightarrow 2Al_{2}O_{3}}}}
- Разложение гидроксидов[5]:

{\displaystyle {\mathsf {Zn(OH)_{2}{\xrightarrow[{}]{t}}ZnO+H_{2}O}}}

## Примеры
Примеры амфотерных оксидов:
- Оксид цинка {\displaystyle ZnO};
- Оксид бериллия {\displaystyle BeO};
- Оксид свинца(II) {\displaystyle PbO};
- Оксид олова(II) {\displaystyle SnO};
- Оксид алюминия {\displaystyle Al_{2}O_{3}};
- Оксид хрома(III) {\displaystyle Cr_{2}O_{3}};
- Оксид железа (III) {\displaystyle Fe_{2}O_{3}};
- Оксид титана(IV) {\displaystyle TiO_{2}};
- Оксид марганца(IV) {\displaystyle MnO_{2}};
- Оксид никеля(II) {\displaystyle NiO};
- Оксид ванадия(V) {\displaystyle V_{2}O_{5}}